# Eutropis nagarjuni
Eutropis nagarjuni là một loài thằn lằn trong họ Scincidae. Loài này được Sharma mô tả khoa học đầu tiên năm 1969.